# Scott Angelle

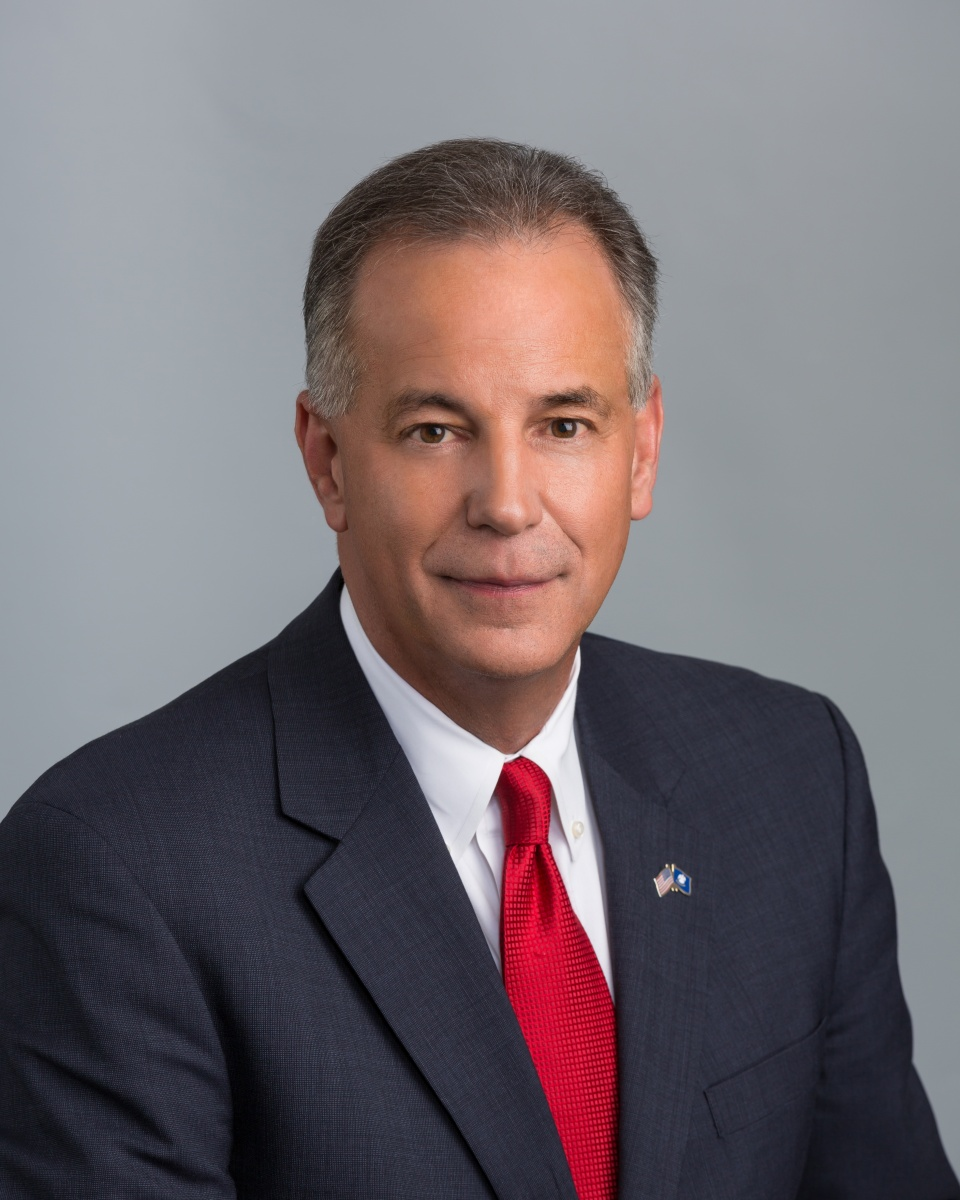
Scott Angelle, 2017

Scott Anthony Angelle (* 20. November 1961 in Breaux Bridge, Louisiana) ist ein US-amerikanischer Politiker. Im Jahr 2010 war er Vizegouverneur des Bundesstaates Louisiana.

## Werdegang
Scott Angelle absolvierte die University of Louisiana in Lafayette und arbeitete danach im geologischen Forschungsbereich. Er war außerdem mit Pachtverträgen von Öl- und Gasfeldern befasst. Gleichzeitig schlug er als Mitglied der Demokratischen Partei eine politische Laufbahn ein. Er wurde Mitglied im Bezirksrat des St. Martin Parish. Zwischen 2000 und 2004 war er dort Leiter (President) des Bezirks. Danach wurde er als Secretary of the Louisiana Department of Natural Resources Minister der Staatsregierung. Dieses Amt bekleidete er, mit einer sechsmonatigen Unterbrechung während seiner Zeit als Vizegouverneur, von 2004 bis 2012. Im Jahr 2010 wechselte er zu den Republikanern.
Nach dem Rücktritt von Mitch Landrieu, der zum Bürgermeister von New Orleans gewählt worden war, wurde Scott Angelle von Gouverneur Bobby Jindal zu Landrieus Nachfolger im Amt des Vizegouverneurs ernannt. Diesen Posten hatte er zwischen dem 17. Mai und dem 22. November 2010 inne. Danach nahm er seine Tätigkeit als Staatsminister wieder auf. Seit 2013 gehört er der Louisiana Public Service Commission an.
2015 trat Angelle bei der Wahl für die Nachfolge des Parteifreunds Bobby Jindal im Gouverneursamt an. Bei der ersten Runde (einer sogenannten Jungle Primary, in der Kandidaten aller Parteien gemeinsam antreten und die beiden Stimmenstärksten unabhängig ihrer Parteizugehörigkeit in einer zweiten Runde gegeneinander antreten) erhielt er am 24. Oktober 2015 nach dem Demokraten John Bel Edwards (40 Prozent) und dem republikanischen US-Senator David Vitter (23 Prozent) mit 19 Prozent der Stimmen das drittbeste Ergebnis, verpasste also den Einzug in die zweite Runde nur knapp. Obwohl Vitter lange als Favorit gegolten hatte, zeigte der knappe Vorsprung und das gute Ergebnis Dardennes, dass dieser eine „Anybody-But-Vitter“-Stimmung für sich zu nutzen wusste, nachdem eine Prostitutionsaffäre Vitter stark geschadet hatte.
Mit seiner Frau Dianne hat Angelle fünf Kinder.